# Thiên nhiên châu Nam Cực

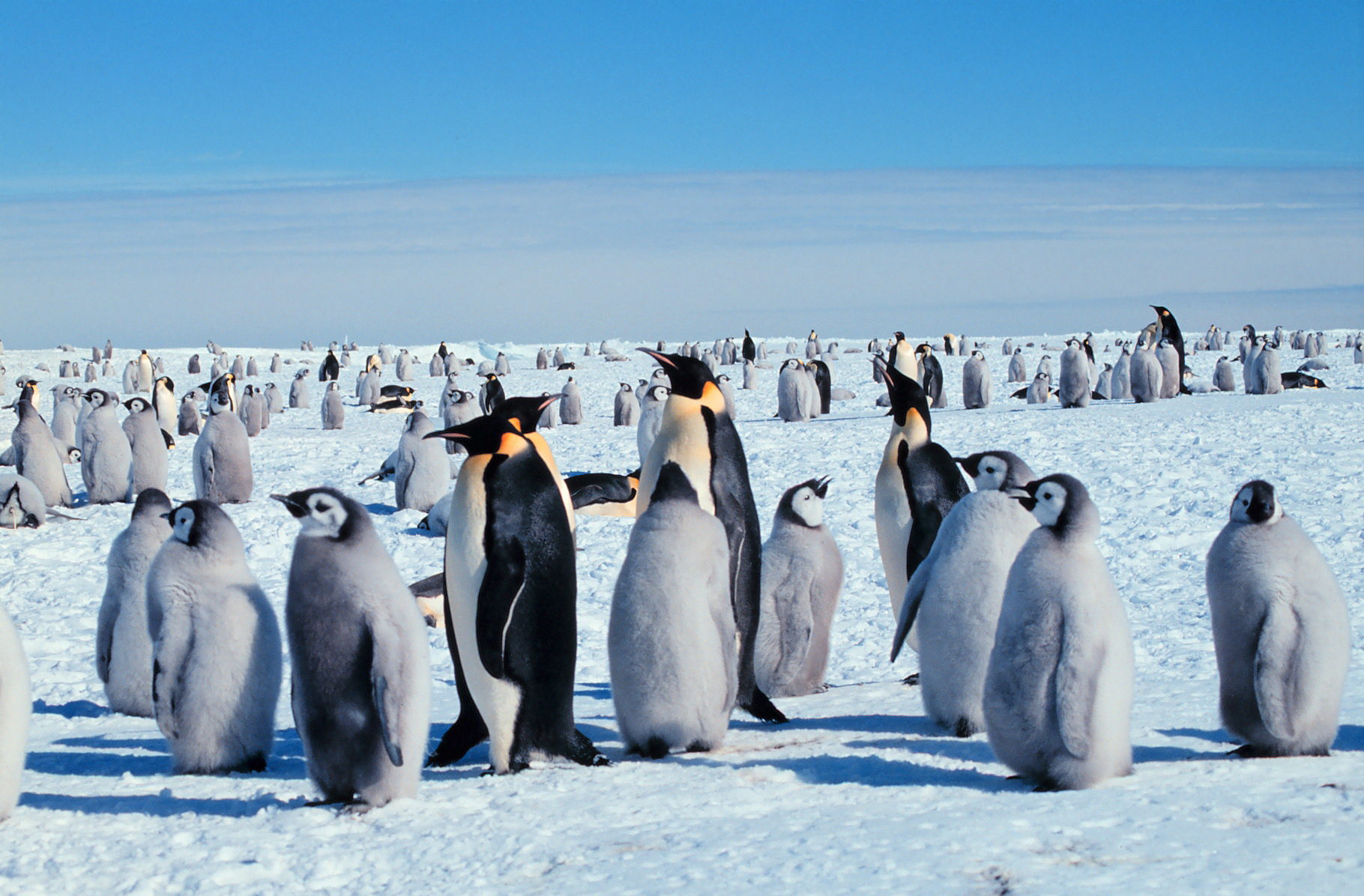
Chim cánh cụt hoàng đế (Aptenodytes forsteri) là động vật duy nhất sinh sản ở đất liền châu Nam Cực vào mùa đông.

Thiên nhiên châu Nam Cực là nơi cư ngụ cho sinh vật ái cực, thích ứng với sự khô cằn, nhiệt độ thấp, sự trần trụi thường thấy ở châu Nam Cực. Có một sự tương phản giữa khí hậu khắc nghiệt trong nội địa châu Nam Cực với điều kiện khí hậu vẫn tương đối "dịu" trên bán đảo Nam Cực hay trên các hòn đảo cận châu Nam Cực (nơi có khí hậu ấm áp hơn cùng sự dồi dào nước dạng lỏng). Đa phần mặt biển quanh đất liền phủ băng. Trái lại, lòng biển là môi trường sống ổn định hơn, cả trong cột nước lẫn trên đáy biển.
Châu Nam Cực nghèo về đa dạng sinh học nếu so với các châu lục khác. Sự sống trên cạn tập trung dọc miền duyên hải. Chim biết bay làm tổ trên vùng bờ biển phần nào mát dịu hơn của bán đảo Nam Cực (BĐNC) và các đảo cận châu Nam Cực (CĐCCNC). Có tám loài chim cánh cụt, bảy loài chân màng cư ngụ trên châu Nam Cực-CĐCCNC; Nam Băng Dương là nơi sinh sống của 10 loài cá heo-cá voi, nhiều loài trong số này là loài di trú. Có rất ít loài động vật không xương sống trên đất liền, nhưng vài loài này lại có mật độ sống dày đặc. Dưới biển, động vật không xương sống cũng có mật độ cao – Euphausia superba kết thành bầy lớn dày đặc vào mùa hè. Hơn nữa, quần xã động vật vùng đáy nước cũng hiện diện.
Trên 1000 loài nấm đã được ghi nhận trên và quanh châu Nam Cực. Mấy loài nấm lớn hơn chỉ sống trên CĐCCNC. Tương tự, hầu hết thực vật chỉ mọc trên CĐCCNC và rìa tây BĐNC. Có vài loài rêu và địa y bám lấy vùng nội địa khô cằn. Quanh châu Nam Cực còn có tảo và sinh vật phù du khác – thứ tạo nên cơ sở cho lưới thức ăn.
Con người mang những loài mới đến, ảnh hưởng hệ động thực vật bản xứ. Sự đánh bắt cá và săn bắn quá mức đã làm sụt giảm mạnh số lượng nhiều loài. Ô nhiễm cùng biến đổi khí hậu đều đang đe doạ đến môi trường. Hệ thống Hiệp ước châu Nam Cực là một hiệp ước toàn cầu nhằm đảm bảo rằng châu Nam Cực chỉ là địa điểm nghiên cứu và hạn chế hoạt động con người.

## Điều kiện môi trường

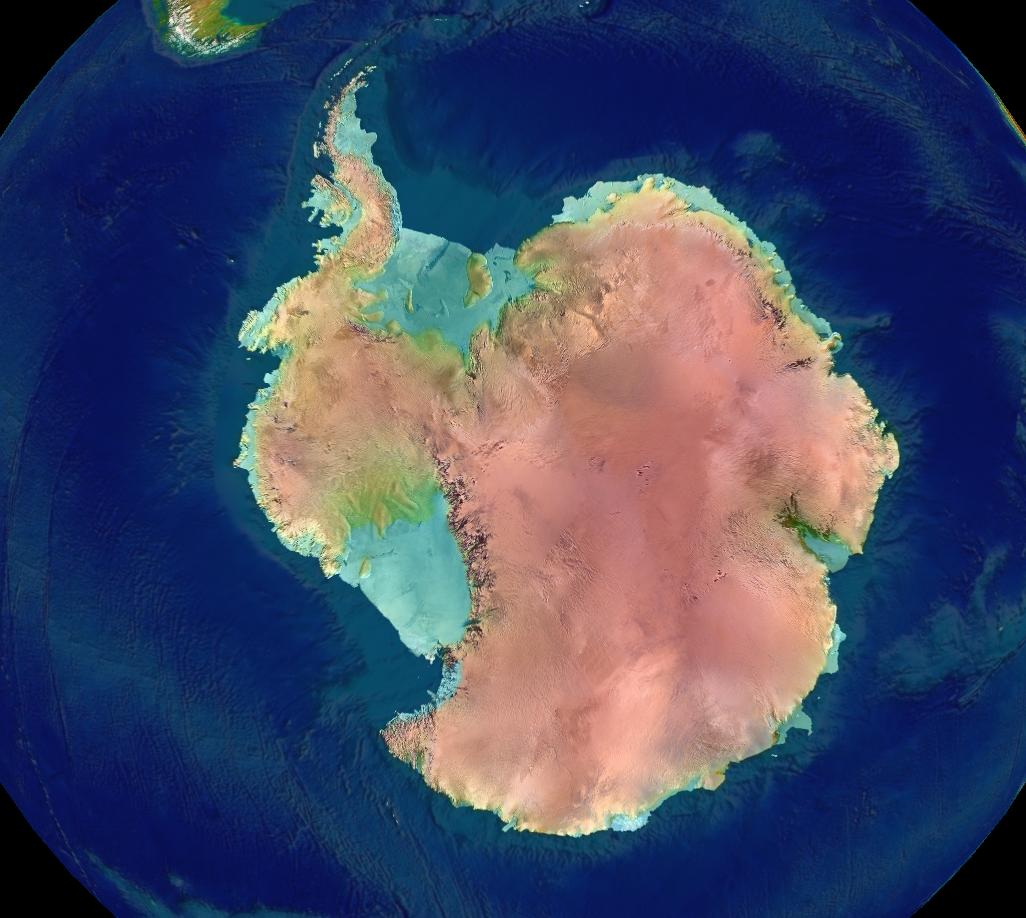
Bản đồ độ cao châu Nam Cực

Chừng 98% diện tích đất liền châu Nam Cực (ĐLCNC) phủ một lớp băng dày tới 4,7 kilômét (2,9 mi). Những hoang mạc băng châu Nam Cực có nhiệt độ rất thấp, chịu nhiều bức xạ Mặt Trời, và cực kỳ khô. Lượng giáng thủy ít ỏi thường có dạng tuyết, chỉ rơi trên một dải duyên hải rộng chừng 300 kilômét (186 mi), tính từ bờ biển. Có nơi hàng năm nhận chỉ 50 mm giáng thủy. Nhiệt độ thấp nhất từng được ghi nhận trên Trái Đất là −89,4 °C (−128,9 °F), ở trạm Vostok trên cao nguyên Nam Cực. Sinh vật sống sót được trên châu Nam Cực thường là sinh vật ái cực.
Vùng nội địa khô trái ngược với BĐNC và CĐCCNC. Nếu so sánh, khí hậu BĐNC dịu hơn hẳn; có nơi trên bán đảo nhận lượng giáng thủy (có cả mưa) tới 900 mm (35,4 in) mỗi năm. Bắc BĐNC là khu vực duy nhất trên ĐLCNC mà nhiệt độ đạt trên 0 °C (32 °F) vào mùa hè. CĐCCNC ấm áp hơn, nhiều nước lỏng hơn, nên cũng dồi dào sự sống hơn.
Nhiệt độ bề mặt Nam Băng Dương biến thiên không đáng kể, dao động từ 1 °C (33,8 °F) đến 1,8 °C (35,2 °F). Vào mùa hè, băng biển phủ lên 4.000.000 kilômét vuông (1.500.000 dặm vuông Anh) mặt biển. Thềm lục địa quanh châu Nam Cực rộng 60 kilômét (37 mi) - 240 kilômét (149 mi). Độ sâu đáy biển tại khu vực này là 50 mét (164 ft) - 800 mét (2.625 ft), bình quân 500 mét (1.640 ft). Thềm lục địa tiếp nối với đồng bằng biển thẳm sâu 3.500 mét (11.483 ft) - 5.000 mét (16.404 ft). Ở đây, 90% nền biển là trầm tích mềm, chẳng hạn như cát, bùn, sỏi.

## Hệ động vật

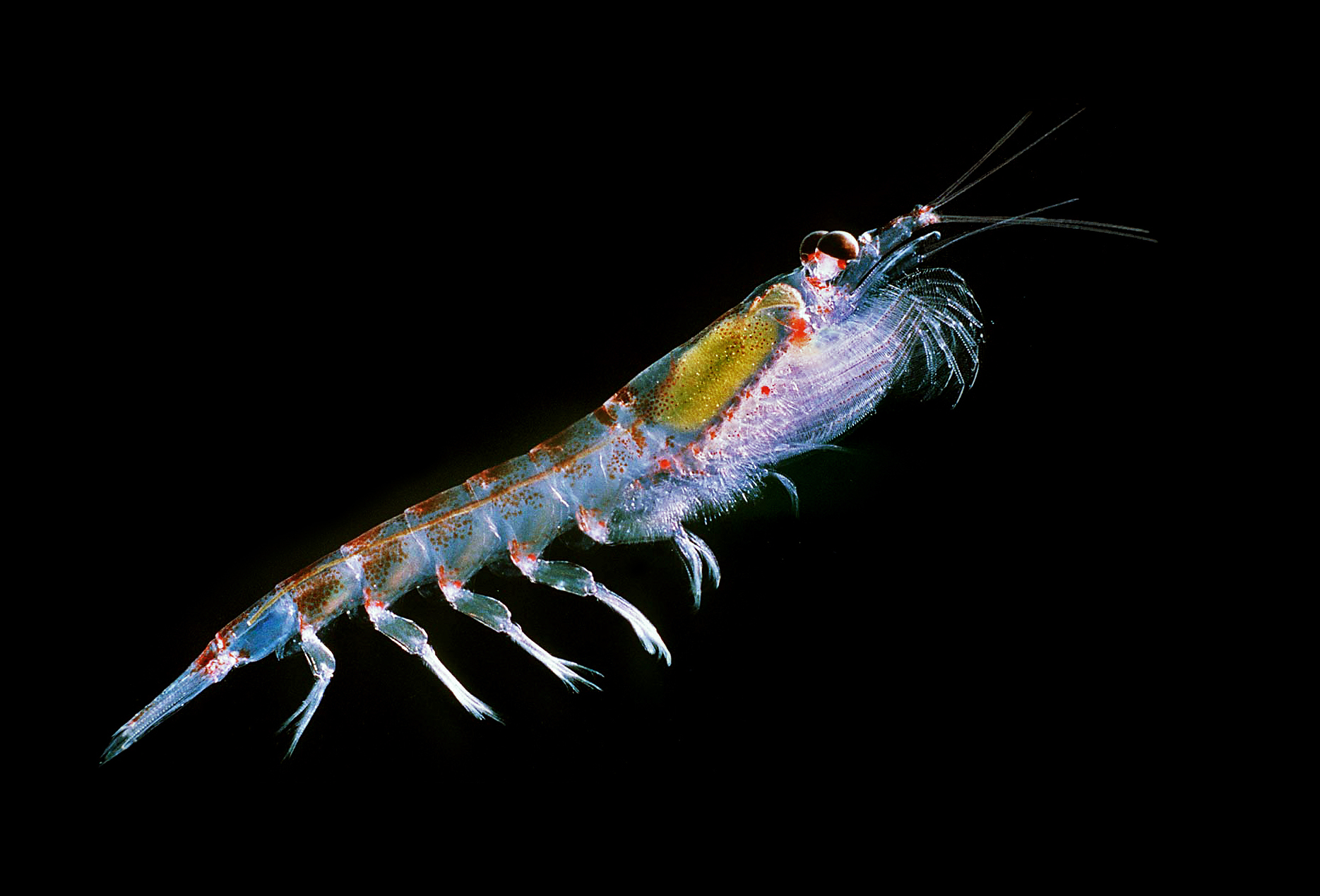
Euphausia superba là một loài chủ chốt, giúp cấu thành lưới thức ăn khu vực châu Nam Cực.

Hệ động vật đa dạng về kích thước, từ cỡ nhỏ như ốc biển, giun, hải sâm đến lớn như cá voi. Động vật lớn thường di trú giữa hai vùng cực, còn động vật nhỏ lan rộng nhờ dòng biển. Động vật châu Nam Cực thích nghi để tránh mất nhiệt, thông qua cấu trúc như lớp lông chịu gió hay mỡ dưới da.
Hoang mạc lạnh châu Nam Cực có hệ động vật nghèo nàn bậc nhất thế giới. Động vật có xương sống chỉ sống trên BĐNC và CĐCCNC, và cả ở đó số loài cũng ít ỏi. Châu Nam Cực (tính cả CĐCCNC) không có loài động vật có vú, bò sát, lưỡng cư sống trên cạn bản xứ nào. Hoạt động của con người đã đem đến vài loài ngoại lai như chuột nhắt, chuột cống, gà, thỏ, mèo, heo, cừu, bò, tuần lộc (đảo Nam Georgia), cùng nhiều loài cá. Động vật không xương sống, chẳng hạn bọ cánh cứng, cũng được con người mang đến.
Quần xã động vật nơi đáy nước đa dạng và dày đặc hơn, với trường hợp ghi nhận tới 155.000 cá thể động vật trên 1 mét vuông (10,8 foot vuông). Do môi trường nơi nền biển hao hao nhau khắp miền Nam Cực, có hơn trăm loài mà đâu đâu trong vùng bờ biển châu Nam Cực cũng có mặt; đây là sự lan rộng hiếm thấy đối với cộng đồng sinh vật lớn. Những trường hợp loài khổng lồ biển sâu (tức trường hợp một loài động vật to hơn nhiều so với loài họ hàng sống chỗ nước ấm hơn) có thể được ghi nhận trong vùng nước châu Nam Cực. Sự khổng lồ này có lẽ là do nước lạnh, giàu oxy, đi kèm với tốc độ trao đổi chất thấp trong môi trường lạnh lẽo.

### Cá
So với những vùng biển khác, Nam Băng Dương có khá ít họ cá. Họ giàu về số loài nhất là Liparidae, rồi đến Nototheniidae và Zoarcidae. Ba họ này chiếm xấp xỉ 9⁄10 trên tổng số chừng 320 loài cá Nam Băng Dương đã mô tả. Hơn nữa, vẫn còn hàng chục loài chưa mô tả, đa phần thuộc về họ Liparidae. Nếu chỉ tính cá ở thềm lục địa và dốc biển, có hơn 220 loài với Nototheniidae chiếm số đông, cả về số loài (hơn 100) lẫn sinh khối (trên 90%). Liparidae spp. và Zoarcidae spp. sống nơi nước sâu là chính, còn Nototheniidae spp. ưa chỗ nước nông. Ngoài ra, ở Nam Băng Dương cũng có mặt các họ sau: Myxinidae, Petromyzontidae, Rajidae, Carapidae, Moridae, Muraenolepididae, Gadidae, Congiopodidae, Bathylutichthyidae, Tripterygiidae, Achiropsettidae. 90% loài cá sống trong vùng hội tụ châu Nam Cực là loài đặc hữu.

#### Nototheniidae

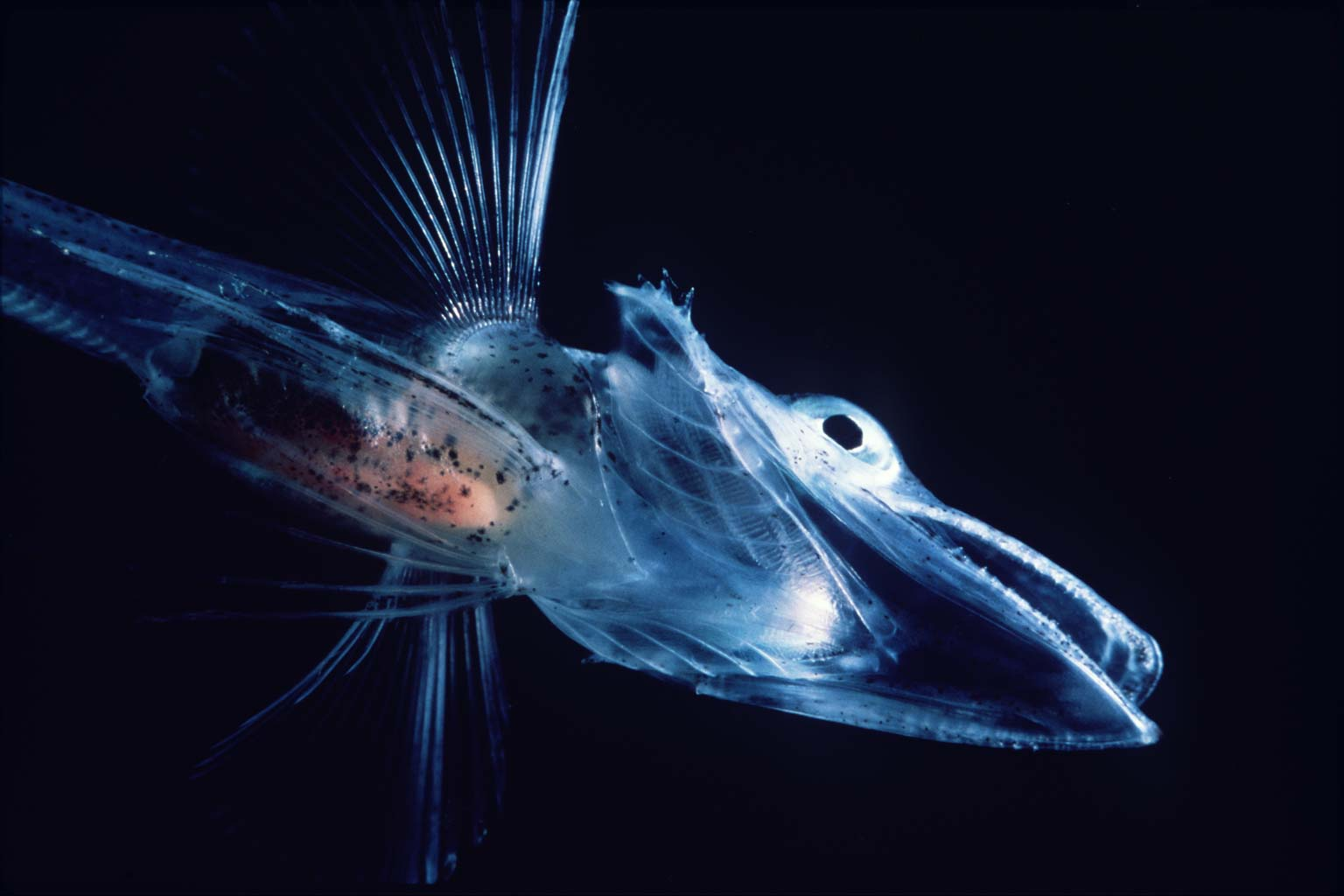
Nototheniidae sp.

Họ Nototheniidae nằm trong phân bộ Notothenioidei. Phân bộ này gồm nhiều loài có protein chống đông trong máu và mô, cho phép chúng sống trong vùng nước nhiệt độ dưới 0 °C (32 °F) một chút. Vài loài Liparidae và Zoarcidae cũng có protein chống đông.
Hai loài trong chi Dissostichus (D. mawsoni và D. eleginoides) chắc chắn là hai loài cá lớn nhất Nam Băng Dương. Hai loài này sống trên nền biển, từ nơi nước khá nông đến chỗ sâu 3.000 m (9.800 ft), đạt chiều dài đến 2 m (6,6 ft), nặng 100 kg (220 lb), tuổi thọ đến 45 năm. D. mawsoni sống gần bờ trong khi D. eleginoides ưa vùng nước cận châu Nam Cực ấm áp hơn. Hai loài này là cá thương mại, song việc đánh bắt quá mức đang ảnh hưởng đến số lượng của chúng.

### Chim

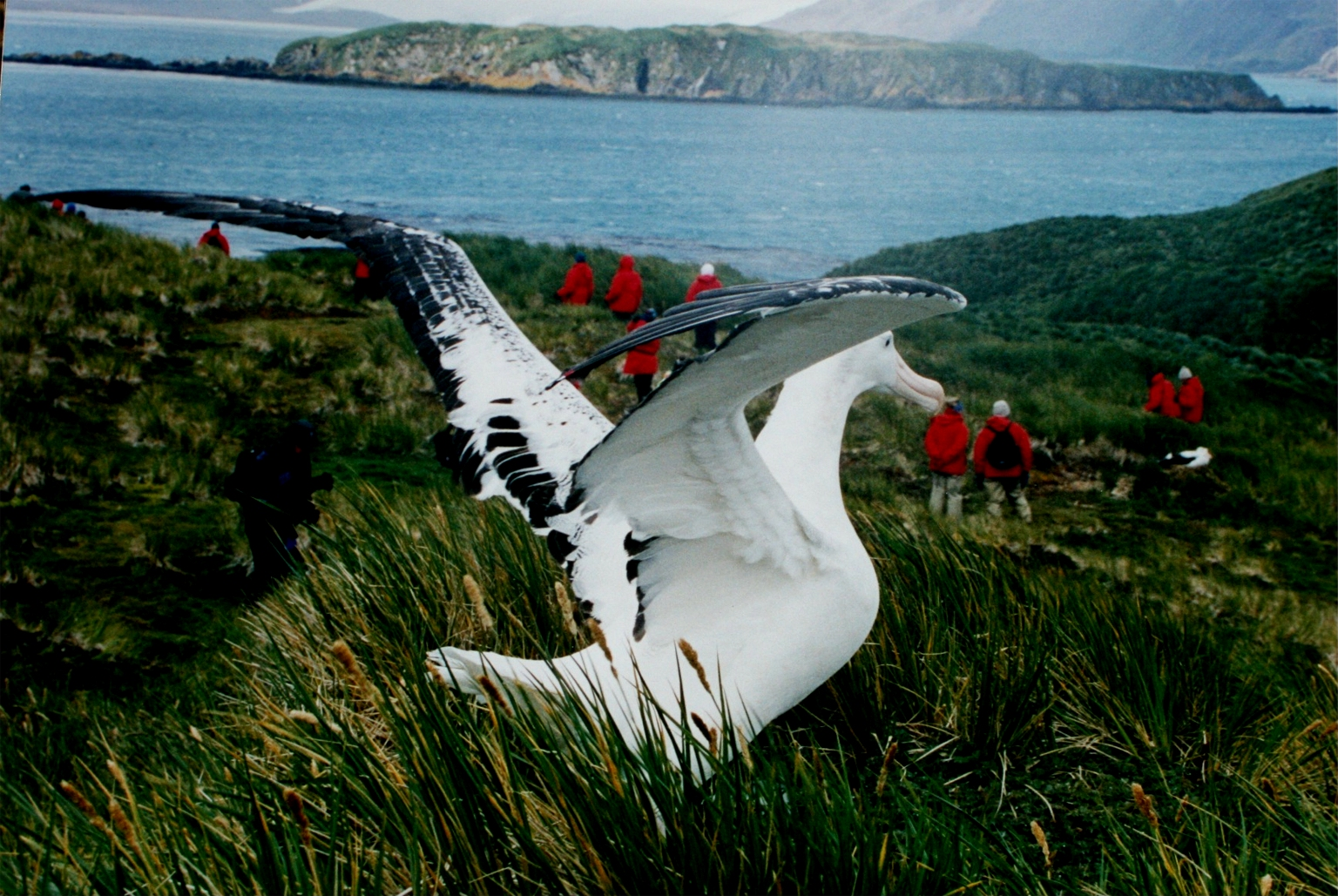
Diomedea exulans trên đảo Nam Georgia

Những bờ biển đầy đá sỏi trên ĐLCNC và những hòn đảo ngoài khơi là nơi xây tổ cho 100 triệu cá thể chim mỗi mùa xuân. Số này gồm một số loài hải âu mày đen, mòng biển và nhàn. Anthus antarcticus trong họ Chìa vôi là loài đặc hữu đảo Nam Georgia cùng những đảo lân cận.
Chim cánh cụt hầu như chỉ sống trên bán cầu nam (ngoại lệ duy nhất là chim cánh cụt Galápagos sống ngay trên đường xích đạo). Bốn trong số 18 loài chim cánh cụt sống, sinh đẻ trên ĐLCNC và các đảo ven bờ. Bốn loài khác sống trên CĐCCNC. Chim cánh cụt hoàng đế là loài động vật duy nhất sinh sản trên ĐLCNC vào mùa đông.

### Thú có vú

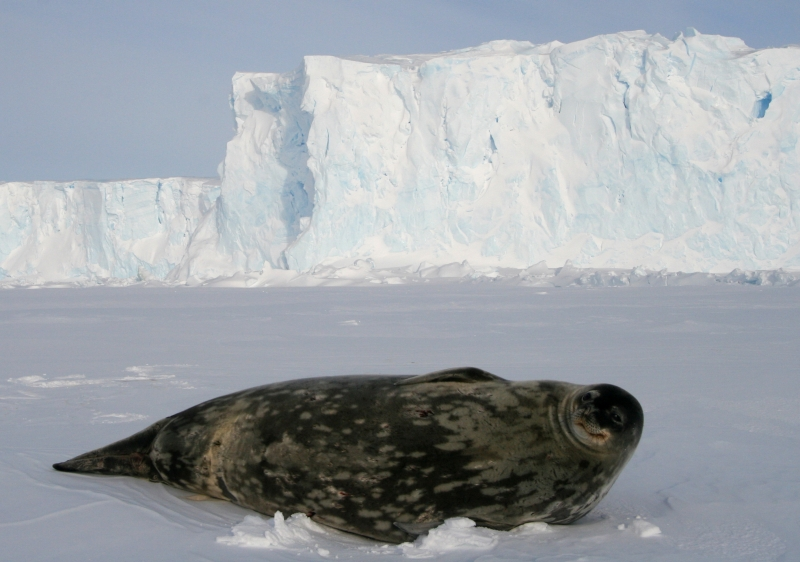
Hải cẩu Weddell (Leptonychotes weddellii).

Có bảy loài chân màng cư ngụ ở châu Nam Cực. Loài lớn nhất – hải tượng phương nam (Mirounga leonina) – đạt cân nặng đến 4.000 kilôgam (8.818 lb), còn con cái loài nhỏ nhất – hải cẩu lông Nam Cực (Arctocephalus gazella) – đạt chỉ 150 kilôgam (331 lb). Ở hai loài trên, một con đực giao cấu với nhiều con cái và việc sinh đẻ xảy ra trên bãi biển. Có bốn loài hải cẩu có mặt ở trong vùng biển băng châu Nam Cực: hai loài sống theo bầy là hải cẩu ăn cua (Lobodon carcinophagus) và hải cẩu Weddell (Leptonychotes weddellii), hai loài sống đơn độc là hải cẩu báo (Hydrurga leptonyx) và hải cẩu Ross (Ommatophoca rossii). Chúng kiếm ăn dưới nước, sinh sản, nghỉ ngơi trên bờ.
Bốn loài hải cẩu vùng biển băng chiếm chừng 50% tổng sinh khối hải cẩu toàn cầu. Hải cẩu ăn cua là một trong những động vật lớn đông đúc nhất trên Trái Đất với khoảng 15 triệu cá thể. Sư tử biển New Zealand (Phocarctos hookeri), một loài chân màng hiếm và phân bố hẹp, hầu như sinh sản độc trên quần đảo Auckland vùng cận Nam Cực. Hải cẩu Weddell sống sâu về phía nam hơn cả.
Nam Băng Dương có 10 loài cá voi: sáu loài cá voi tấm sừng hàm, bốn loài cá voi có răng. Loài lớn nhất – cá voi xanh (Balaenoptera musculus) – đạt chiều dài 24 mét (79 ft), nặng 84 tấn. Hầu hết cá voi di trú đến vùng nhiệt đới vào mùa đông. Cá voi sát thủ, dù không di trú, vẫn hay bơi đến chỗ nước ấm hơn.

### Động vật không xương sống trên cạn

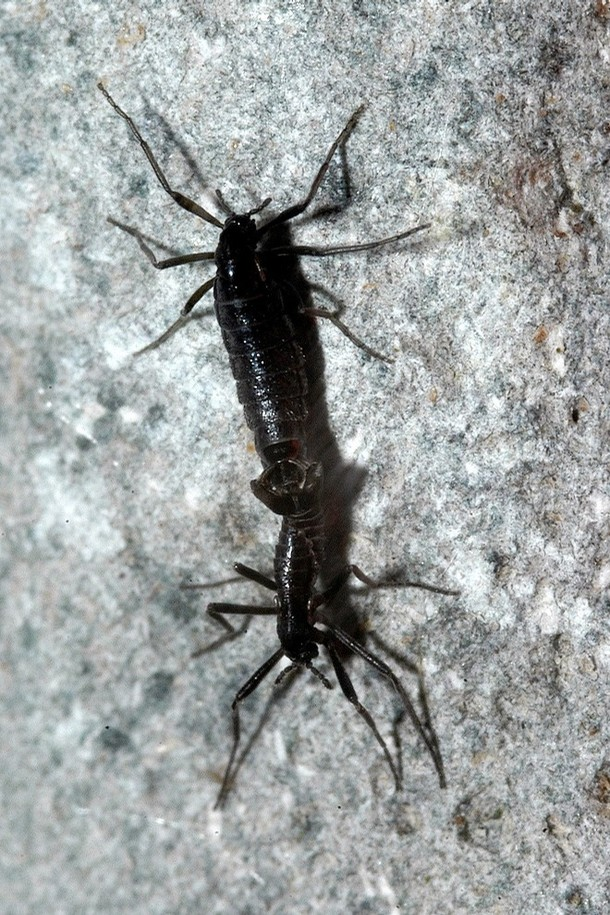
Một cặp Belgica antarctica, loài côn trùng độc nhất trên đất liền châu Nam Cực.

Hầu hết động vật không xương sống trên cạn chỉ trú ngụ trên CĐCCNC. Trái lại, loài nào sống được trên ĐLCNC cũng đều đông đúc về số lượng, dù ít ỏi về số loài. Ở những chốn khắc nghiệt hơn, chẳng hạn miền hoang mạc giá lạnh, có lúc lưới thức ăn phải xoay quanh ba loài giun tròn, trong đó chỉ một là loài săn mồi. Lắm động vật không xương sống ở CĐCCNC sống được trong cái lạnh dưới 0 °C mà không bị đóng băng, còn số sống nơi đất liền thậm chí có thể vượt qua cả việc bị đóng băng.
Tính trên cả đất liền lẫn hải đảo, ve bét và bọ đuôi bật là hai nhóm động vật không xương sống trên cạn chính, dù vài nhóm nhện, bọ cánh cứng, ruồi cũng có mặt. Trên 1 mét vuông (10,8 foot vuông), có thể có đến mấy ngàn cá thể ve bét và bộ đuôi bật, thuộc nhiều loài khác nhau. Bọ cánh cứng và ruồi là hai nhóm côn trùng đa dạng hơn cả trên CĐCCNC. Côn trùng đóng vai trò lớn trong xử lý xác thực vật.
ĐLCNC không có loài chân đốt lớn nào. Động vật chân đốt nhỏ thì sống tại nơi có cây cối, có động vật có xương sống (để lấy chất dinh dưỡng), hay có nước lỏng. Belgica antarctica, một loài ruồi nhuế cụt cánh, là loài côn trùng chính thống duy nhất có mặt trên ĐLCNC. Với chiều dài 2–6 mm (0,08–0,24 in), đây là động vật lớn nhất sống trên mặt đất (không bay, không bơi) của vùng ĐLCNC.

### Động vật không xương sống dưới biển

#### Động vật chân đốt
Năm loài hình tôm (một nhóm giáp xác nhỏ bơi tự do) hiện diện trong lòng Nam Băng Dương. Euphausia superba là một trong những động vật đông đảo nhất trên Địa Cầu, với sinh khối chừng 500 triệu tấn. Mỗi cá thể dài 6 xentimét (2,4 in), nặng hơn 1 gam (0,035 oz). Một bầy E. superba có thể dài đến mấy kilômét, với mật độ 30.000 cá thể/1 mét khối (35 ft khối), làm màu nước hoá đỏ nếu nhìn từ xa. Bầy E. superba ban ngày hay náu mình chỗ nước sâu, đến đêm bơi lên lớp nước mặt để ăn sinh vật phù du. Nhiều động vật lớn để sinh tồn phải dựa vào những loài hình tôm này.
Nhiều giáp xác tầng đáy không có chu kỳ sinh sản theo mùa. Một số nuôi con trong "túi ấp" (brood pouch). Glyptonotus antarcticus là một loài chân đều lớn khác thường và là một ví dụ cho hiện tượng động vật khổng lồ vùng cực, đạt chiều dài 20 xentimét (8 in), nặng 70 gam (2,47 oz). Amphipoda spp. sống đầy rẫy trong lớp cặn biển mền; chúng ăn đủ thứ, từ tảo đến những động vật khác. Trước đây người ta thường không coi cua là một phần của hệ động vật vùng châu Nam Cực, nhưng nghiên cứu trong mấy thập niên qua cho thấy có vài loài cua (đa phần thuộc họ Lithodidae) sống chỗ nước sâu. Điều này tạo nên lo lắng rằng chúng tràn về từ phía bắc do ấm lên toàn cầu và sẽ gây hại cho hệ động vật bản xứ, song những nghiên cứu sau đó làm sáng tỏ rằng chúng cũng là động vật bản xứ và trước đó đơn giản là bị bỏ qua. Nhiều động vật Nam Băng Dương cực kỳ nhạy cảm với sự thay đổi nhiệt độ, nên dù nước chỉ tăng vài độ thì chúng cũng không sống sót nổi. Từng có hai cá thể loài cua Hyas araneus không bản địa sa lưới ở quần đảo South Shetland năm 1986, nhưng về sau người ta không ghi nhận trường hợp nào như vậy nữa.
Có thể dễ dàng bắt gặp những con nhện biển chậm chạp, có con sải chân dài đến 35 cm (1 ft) (một ví dụ động vật khổng lồ vùng cực nữa). Xấp xỉ 1/5 số loài nhện biển sống trong vùng nước Nam Băng Dương. Chúng ăn san hô, bọt biển và động vật hình rêu trên nền biển.

#### Động vật thân mềm

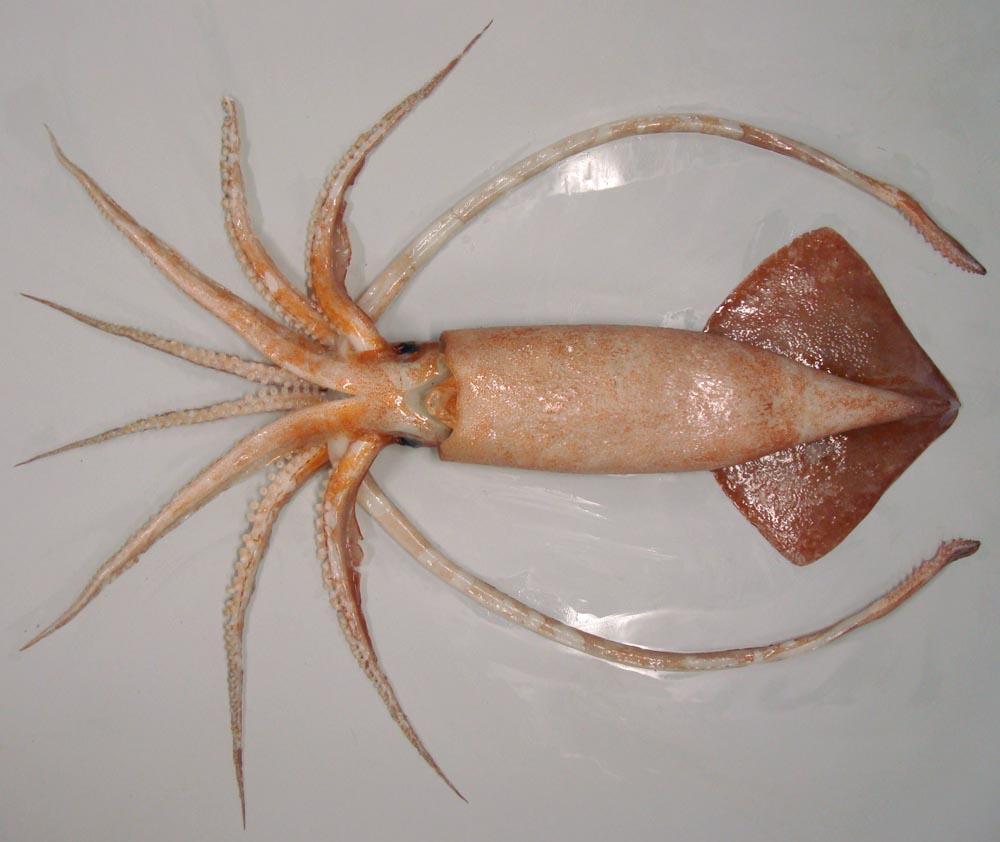
Onykia ingens cái.

Nhiều loài thân mềm thủy sinh hiện diện trong vùng biển châu Nam Cực. Một số động vật hai mảnh vỏ chẳng hạn Adamussium colbecki loanh quanh khắp đáy biển, số khác như Laternula elliptica vùi mình lọc thức ăn trong nước. Có khoảng 70 loài chân đầu ở Nam Băng Dương, lớn hơn hết trong số đó là Mesonychoteuthis hamiltoni (đạt chiều dài tới 14 mét (46 ft)), một trong những loài không xương sống lớn nhất và là một loài khổng lồ miền cực đích thực. Mực là thức ăn chính cho nhiều loài, chẳng hạn cá nhà táng hay hải âu đầu xám.

#### Động vật không xương sống hải dương khác

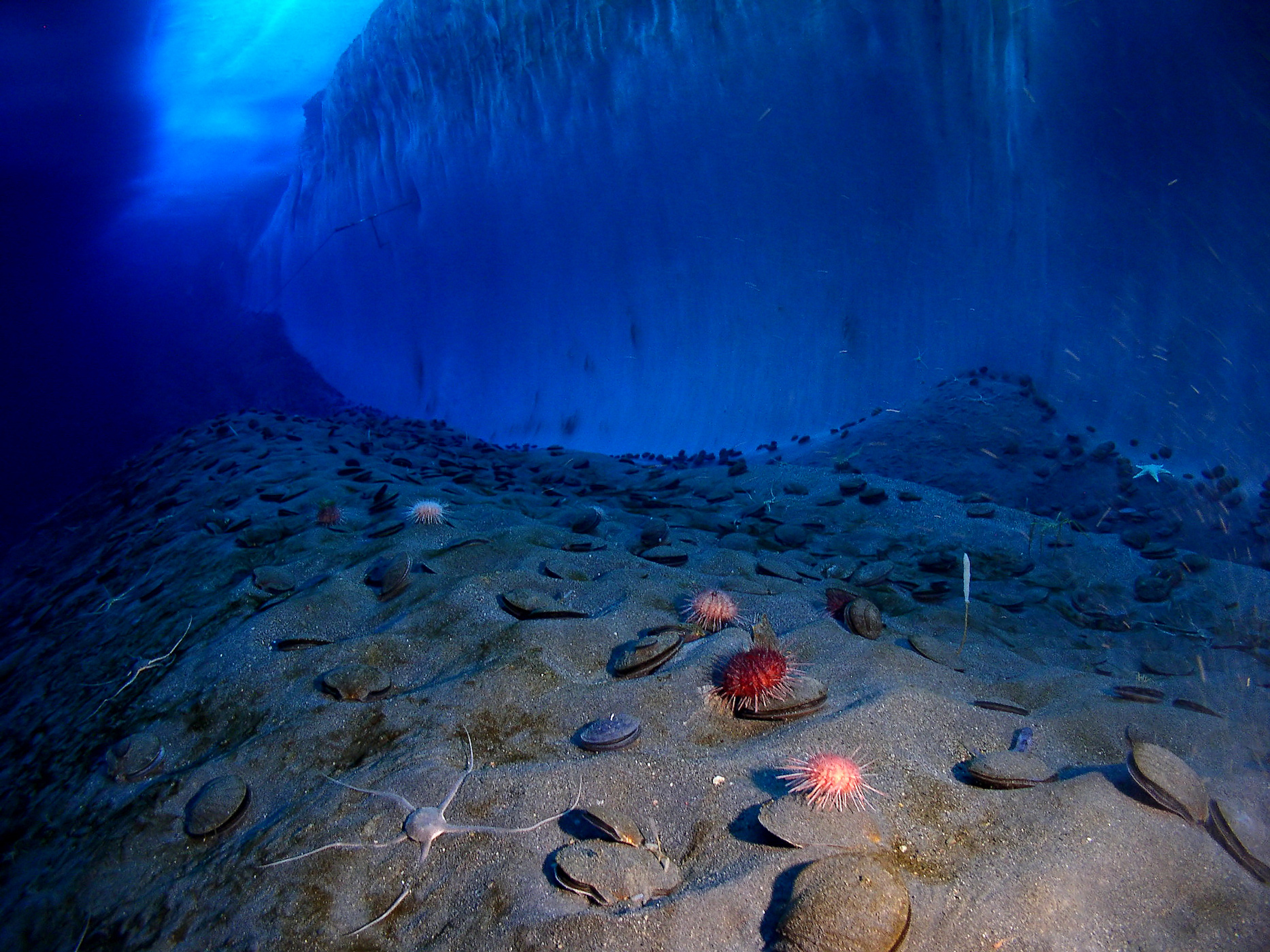
Quang cảnh dưới nước ở eo biển McMurdo, với loài nhím biển Sterechinus neumayeri, đuôi rắn Ophionotus victoriae, điệp Adamussium colbecki, v.v.

Sterechinus neumayeri là một sinh vật mô hình, vật thí nghiệm cho nhiều nghiên cứu. Đây chắc chắn là loài nhím biển nổi danh nhất, nhưng không phải loài duy nhất. Nam Băng Dương còn là nhà của chi nhím biển Abatus thích chôn mình trong lớp trầm tích kiếm ăn. Ngoài ra, nhiều loài đuôi rắn và sao biển cũng có mặt, trong đó có loài Odontaster validus quan trọng về sinh thái cũng như loài Labidiaster annulatus cánh tay dài.
Họ Salpidae có hai loài thường gặp trong vùng biển châu Nam Cực: Salpa thompsoni và Ihlea racovitzai. Salpa thompsoni sống nơi nước thoáng, ấm hơn, còn Ihlea racovitzai có mặt nơi có vĩ độ cao hơn, gần biển băng. Bình thường chỉ cá mới ăn Salpidae spp. do chúng ít dinh dưỡng. Chim hay thú có vú chỉ ăn chúng khi thức ăn khan hiếm.
Nam Băng Dương có nhiều loài giun biển, ví như Parborlasia corrugatus (dài 2 m (6,6 ft)) hay Eulagisca gigantea (dài 20 cm (8 in)); cả hai là động vật khổng lồ miền cực.

## Hệ nấm
Độ đa dạng về nấm ở châu Nam Cực thấp hơn so với phần còn lại của thế giới. Một ổ sinh thái chỉ được vài loài lắp đầy. Hiện đã xác định khoảng 1150 loài nấm. 400 trong số này là địa y, 750 còn lại là nấm khác. Chỉ chừng 20 loài nấm có kích thước vĩ mô (thấy được bằng mắt thường).
750 loài nấm phi địa y nằm trong 416 chi. Mọi ngành nấm lớn đều có đại diện. Loài nấm đầu tiên được ghi nhận tại CĐCCNC là Peziza kerguelensis (mô tả năm 1847). Năm 1898, Sclerotium antarcticum trở thành loài nấm đầu tiên trên ĐLCNC được thu thập mẫu vật. Số loài nấm cạn lớn hơn hẳn số loài nấm biển. Những loài nấm lớn chỉ hiện diện trên CĐCCNC và BĐNC. Nấm ký sinh sống trong điều kiện sinh thái khác thường, không thấy ở nơi nào khác. Chưa tới 2-3% loài nấm là loài đặc hữu: nhiều loài nấm châu Nam Cực cũng sống ở vùng Bắc Cực. Có lẽ đa phần các loài nấm đến châu Nam Cực nhờ gió hay chim. Ví dụ, Thelebolus đến châu Nam Cực nhờ chim và từ khi đến đây đã nảy sinh ra những đặc trưng riêng. Trong số nấm phi địa y và các nhóm liên quan, 63% loài thuộc Ascomycota, 23% thuộc Basidiomycota, 5% thuộc Zygomycota, 3% thuộc Chytridiomycota. Mycetozoa và Oomycota đều chiếm 1% (hai nhóm này không phải nấm thực sự).

## Hệ thực vật

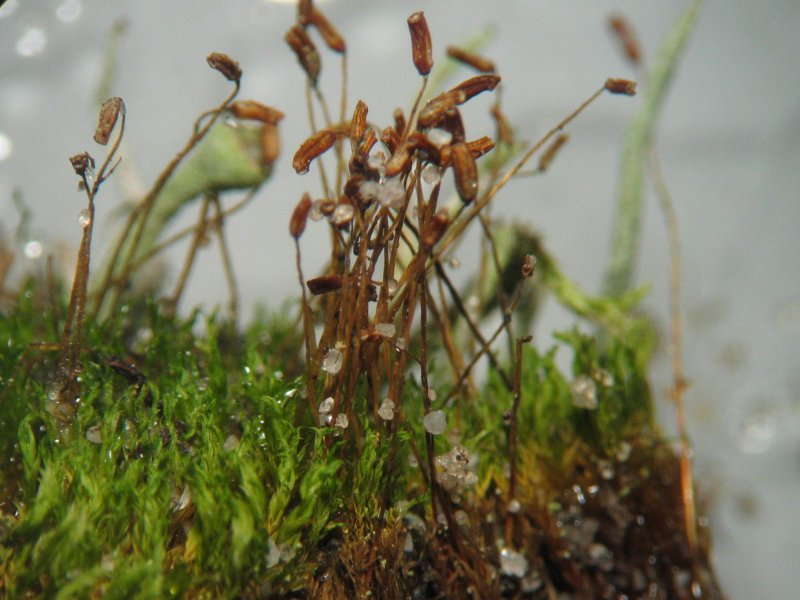
Ceratodon purpureus là một loài rêu phân bố toàn cầu, lan rộng đến tận 84°30' N.

Hệ thực vật đa dạng hơn cả ở rìa tây BĐNC. Vài loài rêu giỏi thích nghi mọc trên đá khắp châu lục. Rõ ràng, CĐCCNC có điều kiện thuận lợi để cây cối phát triển hơn là ĐLCNC. Hoạt động của con người, nhất là đánh bắt cá voi-hải cẩu, đã đem đến nhiều loài du nhập, một số thích ứng khá tốt với môi trường cận cực.
Một số quần thể thực vật cư ngụ quanh lỗ khí phun: nơi nhiệt độ đạt đến 60 °C (140 °F) ở khoảng 10 xentimét (3,9 in) dưới bề mặt đất. Môi trường quanh đây ấm áp hơn hẳn, với sự có mặt của nước lỏng từ băng đá tan chảy. Núi Erebus (đang hoạt động) và núi Melbourne (đang ngủ), hai núi lửa nổi bật trong vùng nội địa châu Nam Cực, mỗi núi có lỗ khí phun. Lỗ khí phun trên núi Melbourne bảo đảm sự sinh tồn cho quần thể Campylopus pyriformis duy nhất trên toàn châu Nam Cực (loài này sống chủ yếu ở Nam Phi và châu Âu). Trên CĐCCNC cũng có hai lỗ khí phun, một sinh ra từ một núi lửa đang ngủ trên đảo Deception, quần đảo Nam Shetland, một trên quần đảo Nam Sandwich. Lỗ khí phun trên đảo Deception hỗ trợ cho sự sống của nhiều loài rêu nhất toàn châu Nam Cực.

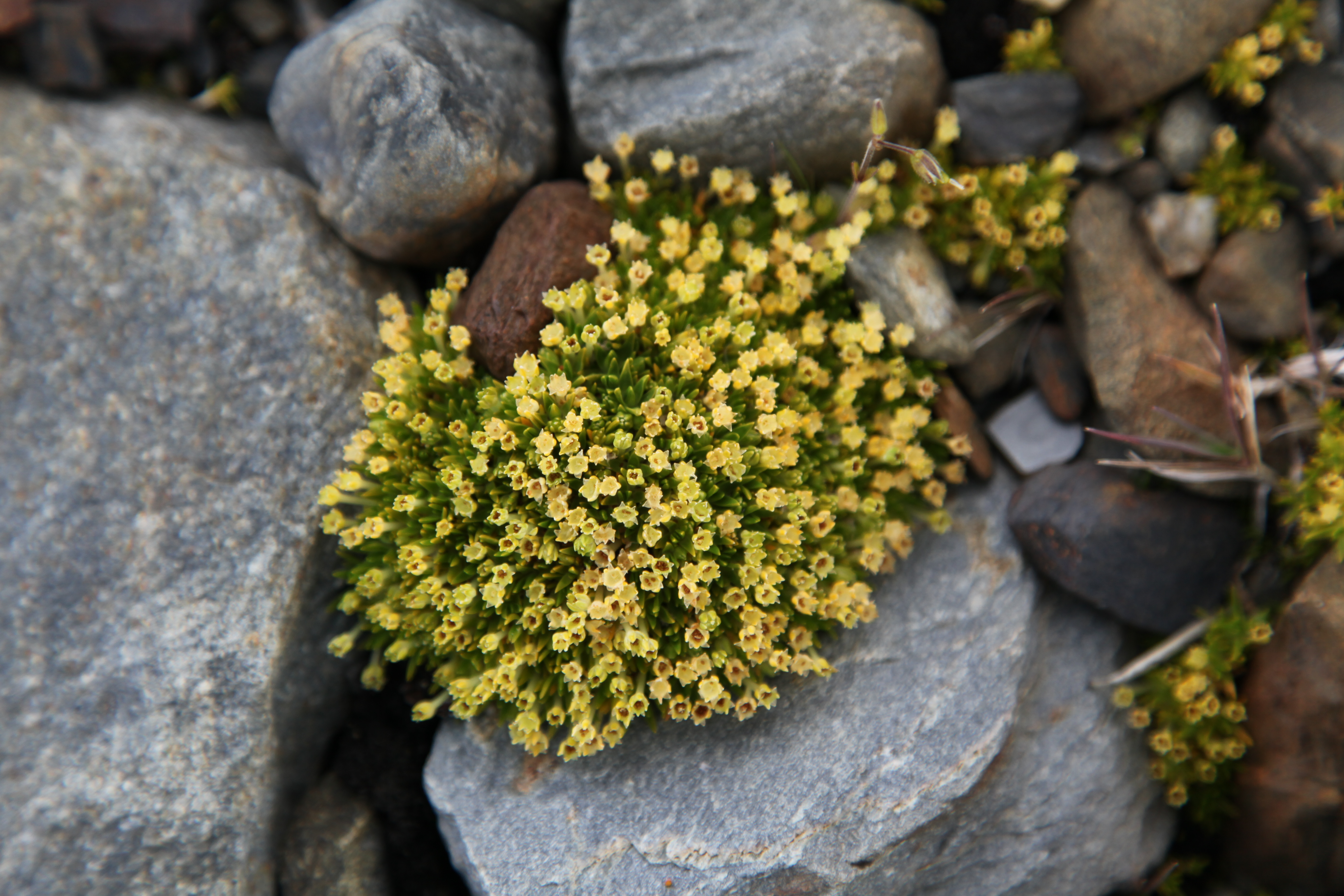
Colobanthus quitensis, một trong hai loài thực vật có hoa trên châu Nam Cực.

Châu Nam Cực có 100 loài rêu, 25 loài địa tiền (rêu tản). Dù không phổ biến bằng địa y, chúng vẫn có mặt ở bất kỳ nơi nào hỗ trợ sự sống (ví dụ, Ceratodon purpureus sống ở núi Kyffin, vĩ độ 84°30' N). Khác với phần lớn rêu trên thế giới, đa phần rêu châu Nam Cực không trải qua giai đoạn thể bào tử lưỡng bội, thay vào đó chúng hoặc sinh sản vô tính hoặc vào giai đoạn thể giao tử thì sinh sản hữu tính.
Các loài cỏ bụi chiếm ưu thế trong hệ thực vật cận cực, mọc cao đến 2 mét (7 ft). Chỉ hai loài thực vật có hoa sống trên ĐLCNC: Deschampsia antarctica và Colobanthus quitensis. Cả hai đều chỉ sống trên rìa tây BĐNC cùng hai cụm đảo gần đó là quần đảo Nam Orkney và quần đảo Nam Shetland.